# Parauxa striolata
Parauxa striolata är en skalbaggsart som först beskrevs av Leon Fairmaire 1896.  Parauxa striolata ingår i släktet Parauxa och familjen långhorningar.
Artens utbredningsområde är Madagaskar. Inga underarter finns listade i Catalogue of Life.